# Rheder (Euskirchen)
Rheder ist ein Stadtteil von Euskirchen und liegt im Erfttal im Süden der Stadt an der B 51 und an der Erfttalbahn.

## Geschichte
Rheder gehörte seit dem 19. Jahrhundert zur Gemeinde Weingarten-Rheder im Kreis Euskirchen, die 1934 in Kreuzweingarten-Rheder umbenannt wurde. Am 1. Juli 1969 wurde die Gemeinde Kreuzweingarten-Rheder nach Euskirchen eingemeindet.
Am 31. Dezember 2017 hatte Rheder 459 Einwohner.

## Verkehr
Die VRS-Buslinien 801 der RVK sowie 877 der SVE verbinden den Ort mit Euskirchen, Kreuzweingarten und Bad Münstereifel. Zusätzlich verkehren einzelne Fahrten der auf den Schülerverkehr ausgerichteten Linie 736.
| Linie | Betreiber | Verlauf |
| ----- | --------- | --- |
| 736   | SVE       | Schülerverkehr Euskirchen: Rheder – Kreuzweingarten – Stotzheim – Kirchheim                                                                                     |
| 801   | RVK       | Euskirchen Bf – Billig – Rheder – Kreuzweingarten – Kirspenich – Arloff Bf – Kalkar – Iversheim Bf – Bad Münstereifel Gewerbegeb./Ärzteh. – Bad Münstereifel Bf |
| 877   | SVE       | Euskirchen Bf – Billig – Rheder – Kreuzweingarten (– Bad Münstereifel Bf)                                                                                       |

## Katholische Kirche
Der Ort Rheder gehört zur Kirchengemeinde des Nachbarortes Kreuzweingarten.

## Wirtschaft
Bedeutende Unternehmen in Rheder sind die KALFF Vliesstoffe GmbH und die Franz Kalff GmbH (Erste Hilfe Produkte).

## Persönlichkeiten
Hans-Dieter Arntz (* 1941), Oberstudienrat, Regionalhistoriker und Autor